# Вільям Генрі Сьюард
Вільям Генрі Сьюард (також Сюард) (англ. William Henry Seward; 16 травня 1801, Нью-Йорк — 10 жовтня 1872, Оберн) — американський державний діяч, 24-й державний секретар США в 1861–1869, соратник Авраама Лінкольна. З його ім'ям пов'язана купівля Аляски в Російської імперії.

## Біографія
Вільям Генрі Сьюард народився в 1801 році, в Нью-Йорку. Він закінчив юридичний факультет Юніон коледжу в 1820 році. Протягом 11 років був адвокатом, після чого зайнявся політикою. У 1831 році Сьюард був обраний сенатором штату Нью-Йорк, потім став його губернатором (1839–1842). У 1849 році обраний до Сенату США від штату Нью-Йорк. За своїми поглядами Сьюард спочатку належав до вігів, а в 1855 році приєднався до республіканців.
У 1860 році Сьюард змагався з Авраамом Лінкольном за президентську посаду. Після перемоги Лінкольн, що вмів об'єднувати зусилля людей різних поглядів заради досягнення спільної мети, запропонував Вільяму Сьюард посаду державного секретаря. Сьюард погодився і був призначений 5 березня 1861.
Вільям Сьюард на посаді держсекретаря намагався контролювати зовнішню політику США, але повної свободи Лінкольн йому не надавав, також займаючись керівництвом дипломатичної діяльності держави. Сьюард спочатку недолюблював і недооцінював президента, проте після декількох років спільної роботи вони почали поважати один одного і перетворилися на друзів.
Сьюард дотримувався антианглійських і експансіоністських настроїв. Він вважав своїм політичним вчителем шостого президента США Джона Адамса і поділяв його плани з оформлення єдності Північної Америки.
У ході боротьби за президентське крісло Сьюард виступив з промовою, в якій стверджував, що латиноамериканці, англійці і росіяни своєю діяльністю на Американському континенті лише закладають основи для майбутніх Сполучених Штатів Америки зі столицею в місті Мехіко.
У ніч вбивства Лінкольна (14 квітня 1865 року) на Сьюарда теж було вчинено замах. Льюїс Павелл (Lewis Powell) проник в будинок державного секретаря, увірвався в спальню і завдав кілька ножових поранень Сьюард і його старшому синові Фредеріку, що прийшов батькові на виручку. Після вбивства шістнадцятого президента США Сьюард зберіг свою посаду в адміністрації Ендрю Джонсона.
Сьюарду довелося приєднати до Сполучених Штатів Російську Америку. Сучасники недооцінили покупку 1 518800 км² (586 412 квадратних миль) землі за 7 200 000 доларів (тобто 4,94 долара за квадратний кілометр). Держсекретар і президент Ендрю Джонсон піддавалися критиці преси. В даний час Аляска в останній понеділок березня святкує День Сьюарда.
Після своєї відставки 5 березня 1869 року Вільям Генрі Сьюард віддалився в свій маєток в Оберні, де і помер 10 жовтня 1872 року. На честь нього названо місто, півострів тощо.